# مدرسة وادي أمادور الثانوية
مدرسة وادى أمادور الثانوية العامة هي مدرسة ثانوية عامة شاملة في بليسانتون، كاليفورنيا، الولايات المتحدة بمدينة شرق أوكلاند. المدرسة أسست كالمدرسة الثانوية بنادى أمادور للاتحاد المشترك التي تخرجت أول دفعة منها في 1923، وسميت أيضا بمدرسة كاليفورنيا المميزة، مدرسة ألفباء الدولية، ومدرسة الشريط الأزرق الدولية.
وادى أمادور هي إحدى أربع مدارس ثانوية في القطاع التعليمى الموحد لمنطقة بليسانتون مع مدرسة سفح الجبل الثانوية، مدرسة الوادى الثانوية، ومدرسة الأفق الثانوية. اعتباراً من عام 2009، قدمت مدرسة وادى أمادور ل 2500 من طلابها 20 دورة تدريبية متطورة لتحديد المستوى، 23 لعبة جامعية، برنامجا لدراسة الحيوانات البرية والمائية المحلية، وتدريبا مهنيا.
نشرة مدرسية شهرية؛ يعطون تقارير عن ألعاب القوى، والمشكلات المنهجية واللامنهجية، وأخبار عن المدرسة والمجتمع. موقع الامادور يجعلها منطقة مميزة لانطلاق العروض العسكرية وحشد ساحة مسرح الامادور، ونشأت الفنون التطبيقية في بليسانتون لأكثر من 60 عاما.
بقى مسرح الامادور جزء من الحرم الجامعي منذ عام 1930 على الرغم من بناء المدارس الكبرى في عام 1968،1997، وعام 2004.
الامادور هي منافسة المدارس الثانوية، خلال المدينة. المجموعات الطلابية؛ تتضمن فرقة موسيقية، فريق الرياضيات؛ تتجول خارج الدولة خارج حدود الدولة بعد تحقيق مرتبة عالية في مسابقات كاليفورنيا.
في المسابقات الوطنية مثل نحن الشعب: المواطنين والدستور، حقق فريق وادى أمادور اعلى أربع مراتب من 1994 إلى 1996،2006 إلى 2009،2011،2013، و 2014. على سبيل المثال، فريق وادى أمادور للروبوتات ونادى AV BOTz ، يتم التعرف عليه دولياً كأحسن أداء لفريق مدرسة ثانوية في مركبة مستقلة تحت الماء المنافسة التي تستضيفها الجمعية للانظمة الدولية للسيارات غير المأهولة.